# Batalla del Río Vístula
La Batalla del Río Vístula (también conocida como Batalla de Varsovia) fue una de las primeras victorias del Imperio Ruso en la Primera Guerra Mundial, venciendo al Imperio alemán y al austrohúngaro en las cercanías de Varsovia en el otoño de 1914.

## Antecedentes
Cuando el ejército austrohúngaro era conducido de Galitzia para enfrentarse en la Batalla de Galitzia, la zona industrial alemana de Alta Silesia estaba totalmente indefensa y el ejército ruso esperaba atravesarla para llegar a Alemania. Erich von Falkenhayn, que disponía de medios suficientes para percibir la táctica que los rusos tenían entre manos, ordenó desplazar a la mayor parte del Octavo ejército Alemán de Prusia Oriental a Cracovia y en los alrededores de Varsovia.
El recién formado Noveno Ejército alemán, mandado por Paul von Hindenburg, se preparó para la inminente contienda, recibiendo tropas de Silesia, Prusia Oriental, Sajonia y de la Guardia de Reserva. Por lo tanto, Hindenburg tenía a su disposición doce divisiones de infantería y una de caballería. La batalla se abrió el 28 de septiembre por los alemanes, y dos días después se les unió el primer ejército austrohúngaro.

## Batalla
Hindenburg llegó al río Vístula el 9 de octubre, estando a tal solo 19 kilómetros de Varsovia. El general Nikolai Ruzsky, comandante del ejército ruso, tenía poca esperanza de que sus tropas pudieran hacer frente a las fuerzas alemanas y austrohúngaras. 
En este momento, Hindenburg se enteró de una ofensiva rusa prevista en Silesia, gracias a un soldado ruso capturado. Sin embargo, Hindenburg continuó empujando a las tropas rusas a Varsovia, aunque desvió parte de sus efectivos hacia el oeste. Los alemanes no estaban familiarizados con la tierra y no pudieron traer refuerzos suficientes para el Noveno ejército, lo que permitirá Ruzsky concentrar su frente contra Hindenburg. El 17 de octubre, Hindenburg ordenó la retirada, finalizando el 31 de octubre con la victoria rusa.